# سیارک ۱۳۱۸۱
سیارک ۱۳۱۸۱ (به انگلیسی: 13181 Peneleos، نامگذاری:1996RS28) سیزده هزار و صد و هشتاد و یکمین سیارک کشف شده‌است که در ۱۱ سپتامبر ۱۹۹۶ کشف شد.
قدر مطلق سیارک برابر ۱۱٫۹۰ است.